# Абу Убайд аль-Касим ибн Саллам
Абу́ Уба́йд аль-Ка́сим ибн Салла́м  (араб. أبو عبيد القاسم بن سلام‎; 774 — 838, Мекка) — арабский языковед, представитель куфийской школы грамматики, знаток Корана.

## Биография
Его полное имя Абу Убайд аль-Касим ибн Саллам ибн Мискин аль-Багдади аль-Харави аль-Хурасани аль-Ансари. Родился в 774 году. Его отец Саллам был византийским (руми) рабом одного мужчины из Герата. Абу Убайд обучался Корану у аль-Кисаи, Исмаила ибн Джафара, Шуджаа ибн Абу Насра аль-Балхи и многих других, изучал арабский язык у Абу Убайды, Абу Зейда и др.
Абу Убайд был первым, кто собрал различные способы чтения Корана в одном труде. Четверть его известных трудов посвящены корановедению. Он является автором словаря «аль-Гариб аль-Мусаннаф», книг о глоссах в Коране, о грамматическом разборе коранических аятов, о количестве аятов в Коране, об отменённых и отменяющих аятах и о достоинствах Корана.
Абу Убайд умер в Мекке в 838 году (224 год хиджры).

## Труды
- Китаб аль-Гариб аль-Мусаннаф («Книга неизвестных авторов»),
- Китаб аль-Гариб аль-Хадис («Книга аномальных хадисов»),
- Китаб аль-Амваль («Книга доходов»)[3],
- Китаб ан-Насих ва-ль-Мансух («Книга отменяющих и отменённых [аятов]»)[4],
- Фадаиль аль-Куран («Достоинства Корана»)[5].